# Strongylium erythrocephalum
Strongylium erythrocephalum es una especie de escarabajo del género Strongylium, familia Tenebrionidae, orden Coleoptera. Fue descrita científicamente por Fabricius en 1801.
La especie se mantiene activa durante todos los meses del año excepto en febrero.

## Distribución
Se distribuye por China, Indonesia, Tailandia, Filipinas, Malasia, Vietnam y Singapur.